# Traugott Bautz
Traugott Bautz (* 23. August 1945 in Holtorf; † 1. Juni 2020 in Herzberg am Harz) war ein deutscher Buchhändler, Verleger, Studienrat und Herausgeber des Biographisch-Bibliographischen Kirchenlexikons (BBKL) (Band drei bis einundvierzig).

## Leben
Traugott Bautz war der Sohn des evangelischen Theologen Friedrich Wilhelm Bautz, des Begründers des Biographisch-Bibliographischen Kirchenlexikons. Er absolvierte zunächst eine Lehre als Buchhändler und eröffnete 1966 in Hamm eine Buchhandlung.
Bautz schloss seine Buchhandlung, um an der Kirchlichen Hochschule Bethel das Hebraicum zu erlangen. Anschließend studierte er ab 1973 an der Universität Göttingen evangelische Theologie, Germanistik, Philosophie und Pädagogik für das Lehramt an Gymnasien. Von 1981 bis 2009 lehrte er am Ernst-Moritz-Arndt-Gymnasium in Herzberg Deutsch, evangelische Religion und „Werte und Normen“. 
1968 gründete er den Verlag Traugott Bautz. Nach dem Tod seines Vaters 1979 übernahm er die Herausgabe des Biographisch-Bibliographischen Kirchenlexikons. Mit Band XIV war das Grundwerk 1998 abgeschlossen, seither erscheinen jährlich mehrere Nachtragsbände.

## Schriften
- Herausgeber des Biographisch-Bibliographischen Kirchenlexikons (BBKL) Band III bis XLI.
- mit Bernd Jaspert (Hrsg.): 50 Jahre Biographisch-Bibliographisches Kirchenlexikon. Ein Weg in die Zukunft. Nordhausen 2018, ISBN 3-95948-351-1.
- Mein Leben mit dem Biographisch-Bibliographischen Kirchenlexikon. In: Traugott Bautz, Bernd Jaspert (Hrsg.): 50 Jahre Biographisch-Bibliographisches Kirchenlexikon. Ein Weg in die Zukunft. Verlag Traugott Bautz, Nordhausen 2018, ISBN 978-3-95948-351-3, S. 15–28 (Digitalisat).